# Karausche

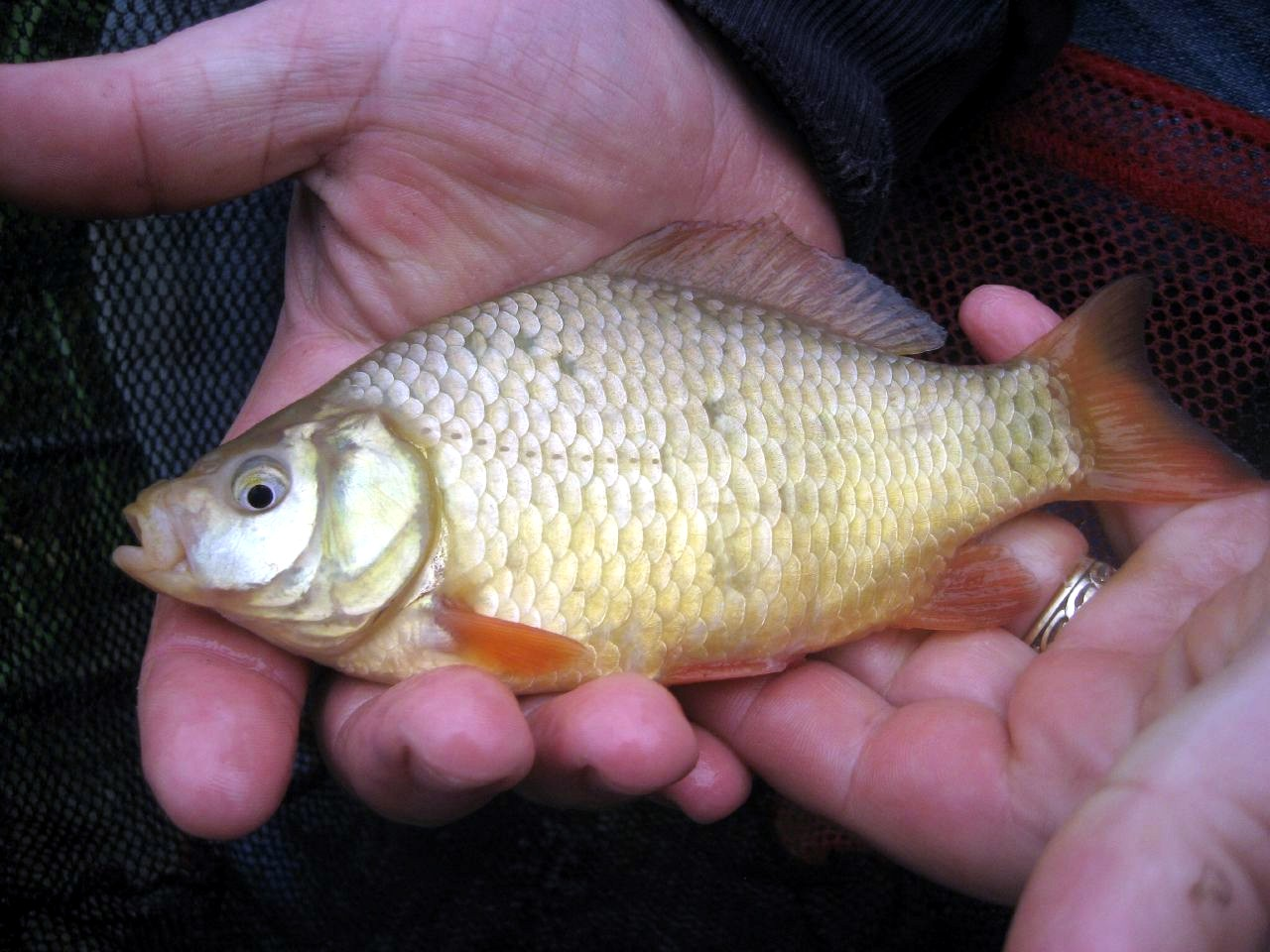
Karausche in Laichfarben

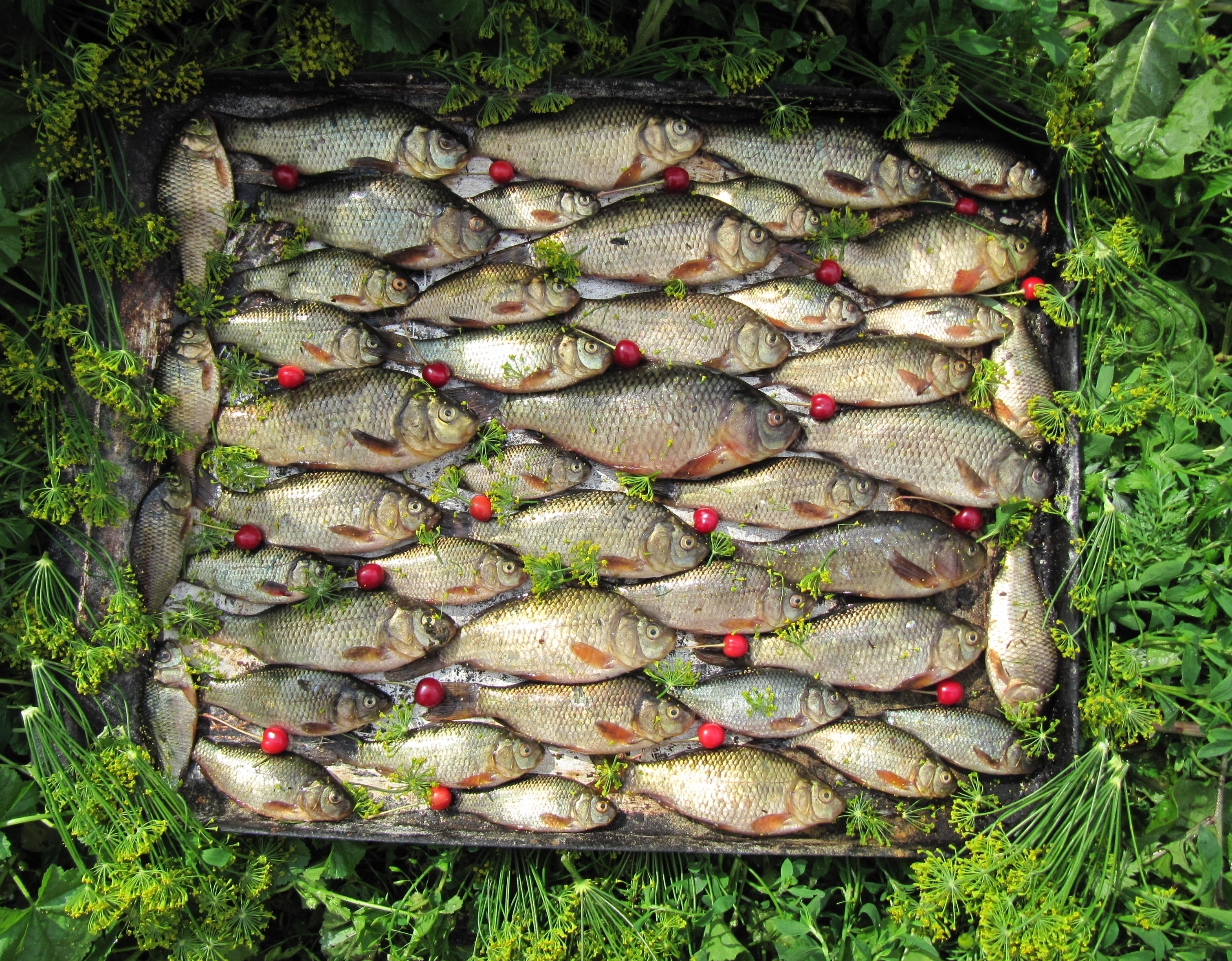
In Russland gefangene Karauschen

Die Karausche (Carassius carassius), auch Schusterkarpfen genannt, ist eine Fischart aus der Familie der Karpfenfische (Cyprinidae). Sie ist nah mit dem Giebel und dem Goldfisch verwandt. Andere Namen sind: Schneiderkarpfen, Bauernkarpfen, Steinkarpfen, Moorkarpfen, Gareisle, Guratsch, Burretschel und Kotbuckel.

## Namensherkunft
Der Name „Karausche“ entstand aus den älteren belegten Formen frühneuhochdeutsch (Pl.) karutzchen, carusen und mittelniederdeutsch karūsse, karūsche, karutze, die ihrerseits aus dem polabisch-pomoranischen (Elb-Ostsee- oder nordwendischer Zweig der westslawischen Sprachen) *karuś, *karus entlehnt wurden. Diese Form bildete sich aus dem urslawischen *karas, das in ähnlicher Form bis heute in vielen slawischen Sprachen vorkommt, wie den westslawischen Namen polnisch karaś, nieder- und obersorbisch, tschechisch und slowakisch karas. Von ihr kommt eine ältere frühneuhochdeutsche Form karaß (mit -a- als zweitem Vokal, statt -u- oder daraus diphthongiert -au-) zurück, die aber in der jüngeren deutschen Literatursprache verschwand und durch die Variante polabopomoranischer Herkunft ersetzt wurde. Die Herkunft des urslawischen Namens ist unbekannt. Vielleicht kommt der überlieferte Name einer Wüstung im Barnim, nordöstlich von Berlin Carutz (1307), Karüsz (1467), Karrautz (1595) auch von polabisch karuś, eventuell von einem Gewässernamen abgeleitet.

## Verbreitung
Die Karausche lebt in fast ganz Europa mit Ausnahme von Irland, Schottland und Wales, weiten Teilen der Iberischen Halbinsel und dem Westen Frankreichs. Die Populationen in England und Spanien sind auf Besatz durch den Menschen zurückzuführen. In Italien kommt die Karausche nur im Gebiet des Po vor, in Dänemark nur auf der Halbinsel Jütland. Sie fehlt auch in den Seealpen und im Oberrhein. Auf dem Balkan fehlt sie in weiten Teilen Griechenlands sowie in den an die Adria grenzenden Gebieten. In den an das Marmarameer grenzenden Gebieten ist sie auch in Kleinasien vertreten. Das europäische Russland bewohnt sie bis zum Ural und erreicht mit dem Unterlauf des Ob auch Nordwestasien.
Die Karausche ist in Mittel- und Osteuropa bodenständig. Dabei existieren zwei seit 2 Millionen Jahren isolierte genetische Linien. Eine befindet sich im Donaubecken, die andere in den Flusssystemen, die die Ostsee entwässern.

## Merkmale
Die Karausche ist dem Karpfen ähnlich, aber hochrückiger; diese Ähnlichkeit drückt sich auch in den oben angeführten Beinamen wie Schneiderkarpfen, Bauernkarpfen, Steinkarpfen oder Moorkarpfen aus. Sie hat keine Barteln und besitzt im Vergleich zum Giebel oder naturfarbenen Goldfischen ein feineres Schuppenkleid. Ein wichtiges Unterscheidungsmerkmal zu diesen beiden Arten ist die Anzahl der Schuppen in der Seitenlinie. Die Karausche hat dort normalerweise zwischen 32 und 34, aber maximal 31–36 Schuppen. Ihre Oberseite ist bräunlich mit grünlichem Glanz, die Flanken sind heller, die Unterseite hell, gelblich bis schmutzigweiß. Häufig besitzt sie eine leicht rötliche Flossenfärbung. Die Rückenflosse ist konvex und die Schwanzflosse ist nur geringfügig eingekerbt. Karauschen sind langsamwüchsig, können bis zu 64 Zentimeter lang werden und ein Gewicht von 3 Kilogramm erreichen. Je nach Umwelt- und Ernährungsbedingungen treten zwei Wuchsformen auf. In großen Seen bildet sich häufig eine hochrückige Form (Tellerkarausche), während in Kleingewässern eine als Steinkarausche bezeichnete Kümmerform auftreten kann.
Flossenformel: Dorsale 3–4/14–21, Anale 3/5–8, Pectorale 1/12–13, Ventrale 2–3/7–8

## Lebensweise

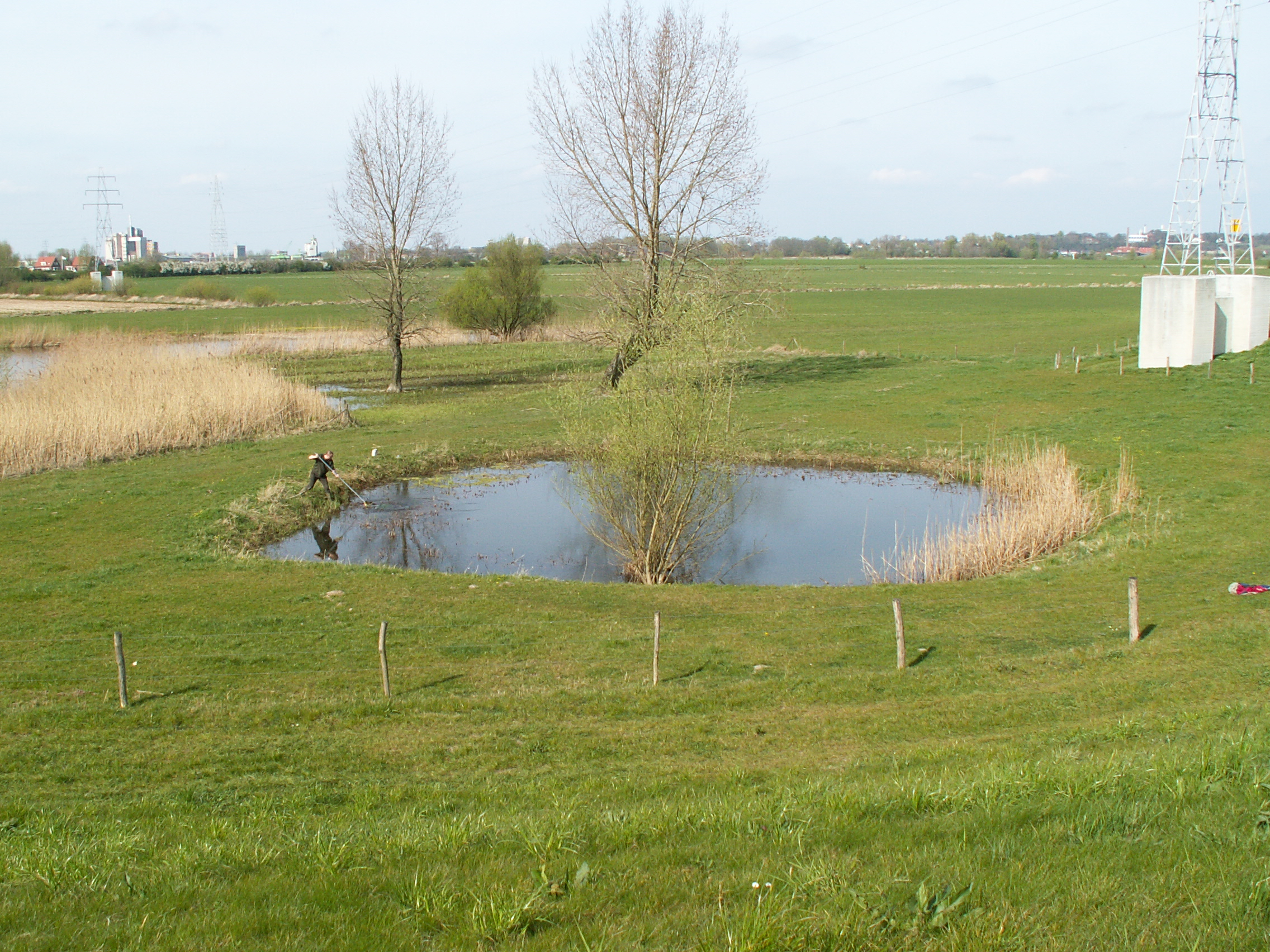
Karauschenhabitat in einem verkrauteten flachen Weiher am Nederrijn

Die Karausche bevorzugt flache, stark bewachsene Seen, Weiher und Teiche. Sie meidet kalte, schnell fließende Gewässer und ist in den Auen größerer Flüsse wie Rhein, Donau und Oder zu finden. Selbst in kleinsten sauerstoffarmen, verschlammten Dorftümpeln ist sie zu finden und kann dabei abhängig vom angereicherten Glykogengehalt über mehrere Wochen fast ohne Sauerstoff überleben.
Karauschen können oft noch unter extremen Bedingungen wie in sauren Moorgewässern bei niedrigem Sauerstoffgehalt und sehr geringem Nahrungsangebot kleine Populationen bilden. Der im Blut der Karauschen enthaltene Alkoholanteil ermöglicht ihnen, ein vollständiges Durchfrieren von Gewässern zu überleben. Die große Widerstandsfähigkeit der Karausche hat dazu geführt, dass sie eine gewisse Bedeutung als Versuchsfisch erlangt hat. Niedrige Kümmerformen können sich bei Verbesserung der Lebensbedingungen zu normalen hochrückigen Formen entwickeln. Dabei reagiert sie mit ihrer Wuchsform auch auf Umwelteinflüsse wie Prädation. In Osteuropa haben sie lokal eine größere Bedeutung, vor allem in Gewässern, wo sie eine von nur wenigen existierenden Arten bilden.
Karauschen ernähren sich von Kleintieren, wie den Larven der Zuckmücken und Eintagsfliegen, und Pflanzen. Um Perioden ohne Zugang zu Nahrung zu überleben, legen Karauschen einen Zuckervorrat in Form von Glykogen im Leber- und Muskelgewebe an.
Die Laichzeit bilden Mai und Juni. Das Weibchen legt etwa 150.000 bis 300.000 1–1,5 Millimeter große Eier, die an Wasserpflanzen kleben bleiben. Je nach Wassertemperatur schlüpfen die Larven nach drei bis sieben Tagen. Nach drei bis vier Jahren werden sie mit einer Länge von etwa 8 bis 15 Zentimeter geschlechtsreif.

## Gefährdungssituation
Die Weltnaturschutzunion IUCN stuft die Karausche in der Roten Liste gefährdeter Arten insgesamt gesehen als „nicht gefährdet“ (Least Concern) ein. Allerdings wird ein allmählicher und anhaltender Bestandsrückgang in einzelnen Gewässern festgestellt, speziell im Flusssystem der Donau und allgemein in Zentraleuropa. Die Ursache dafür könnte Konkurrenzdruck und Hybridisierung durch den eingeführten auch als Silberkarausche bekannten Giebel (Carassius gibelio) oder ausgesetzte Goldfische sein. In Deutschland steht die Karausche auf der Roten Liste gefährdeter Arten in der Kategorie 2: stark gefährdet. Als Gefährdungsursache wird der Verlust und die Degradation pflanzenreicher Kleingewässer, vor allem auch durch die Landwirtschaft, verantwortlich gemacht. Die Karausche gehört auch zum Nahrungsspektrum des Kormorans, der maßgeblich an der Dezimierung letzten natürlichen Restbestände am mittleren Oberrhein ist. In Niedersachsen versuchen deshalb Sportfischer und Freizeitangler, die Karausche durch gezielten Besatz wieder zu verbreiten. Ihren Platz auf der Roten Liste verdankt die Karausche der anhaltenden Zerstörung oder nachhaltigen Veränderung ihrer ebenfalls bedrohten Lebensräume: kleine Tümpel und Standgewässer, Altarme und Auen, Gewässertypen, die von Angelvereinen in Niedersachsen in den letzten Jahren vermehrt neu geschaffen oder renaturiert wurden. In solchen Kleingewässern können die ausgesetzten Fische jetzt wieder selbstständig laichen und sich vermehren.
Der Verband Deutscher Sportfischer, der sie zum Fisch des Jahres 2010 gekürt hat, weist darauf hin, dass ihre Bestände durch die Zerstörung der natürlichen Lebensräume in Deutschland und Österreich zurückgehen.

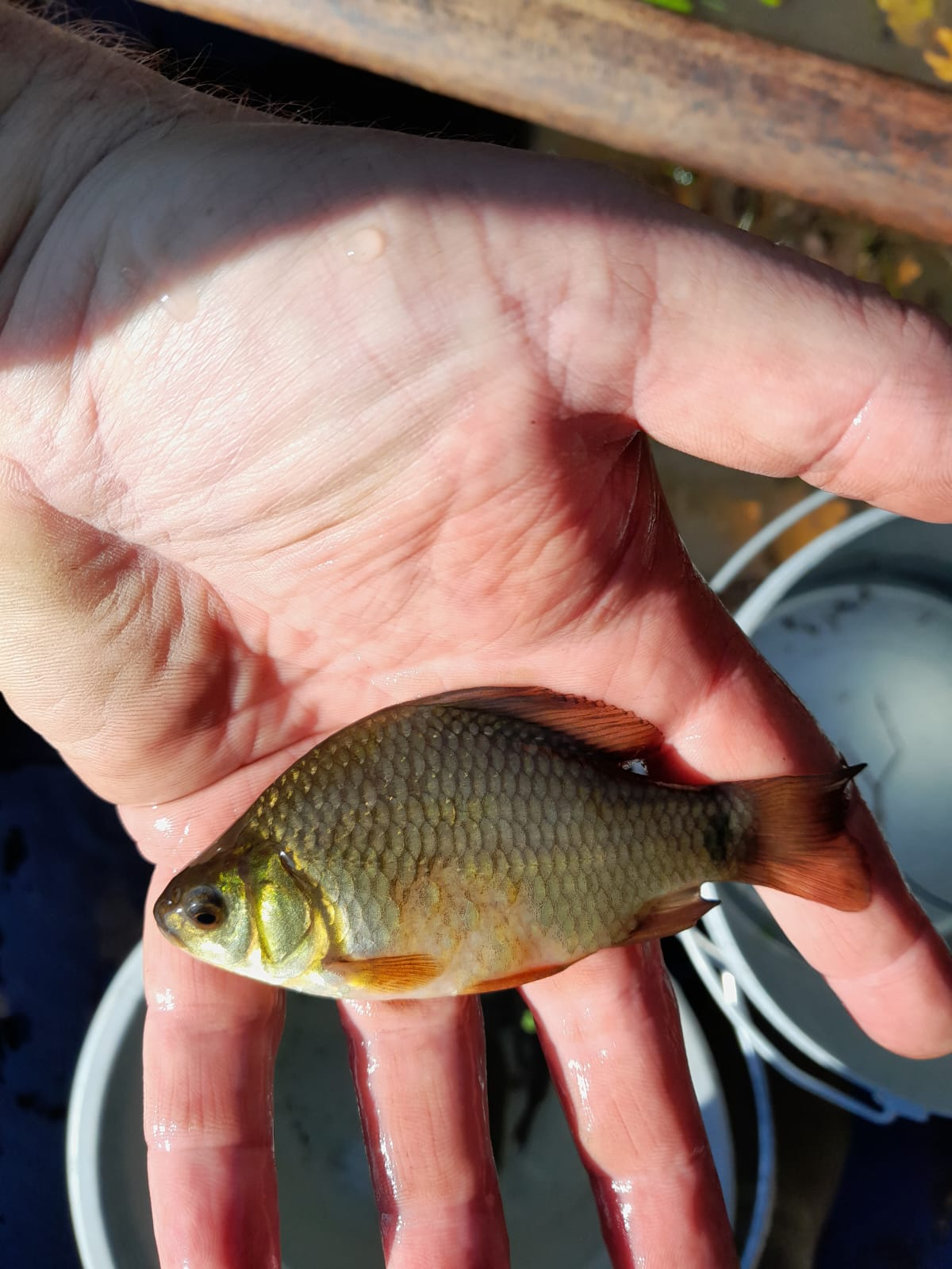
Karausche bei einer Bestandsaufnahme in Karlsruhe im Rahmen eines Artenschutzprojektes der Fischereibehörde Karlsruhe

## Angeln auf Karauschen

### Allgemeines
Im Jahr 2004 wurde eine Karausche von 3,5 kg im Pichlinger See bei Linz in Österreich mit einem Vanilleboilie als Köder gefangen. Große Karauschen werden auch aus dem Fluss Niers, dem Poelvennsee nahe der holländischen Grenze gemeldet. Berühmt wurden die „Karauschen von Westerdeichstrich“ bei Büsum, die dort in großen Gewichten gefangen werden. In Osteuropa und in Russland erreichen Karauschen die größten Endgewichte, in Russland sogar bis 5 kg.
Karauschen sind ökologisch sehr anpassungsfähig, man findet sie in kleinen, flachen, stark verkrauteten und verschlammten Teichen, die sich im Sommer stark erwärmen, in Moortümpeln, Torfstichen, isolierten Waldseen, Dorfteichen, aber auch in Parkteichen und großen Seen, wo abgetrennte, stille Buchten mit ausgedehnten Seerosenfeldern den Karauschen ideale Lebensraum bieten können. In Kleinstgewässern, wo Karauschen und Schleien die einzigen Fischarten sind, verbutten die Bestände häufig. Nur wenn Hechte ebenfalls im Lebensraum der Karauschen vorkommen, können sich gesunde Bestände entwickeln, da die Raubfische die Futterkonkurrenz der Karauschen untereinander reduzieren und die Population regulieren. In gleichförmigen flachen stehenden Gewässern ziehen Karauschenschwärme oft in Gesellschaft mit gleichaltrigen Karpfen auf Nahrungssuche umher. Die natürliche Nahrung der Karauschen sind Mücken- und Köcherfliegenlarven, kleine Schnecken und Muscheln. Große Karauschen sind oft nachtaktiv.

### Fangverbote
Nach den Landesfischereiverordnungen der deutschen Bundesländer Bayern (AVBayFiG Anlage Schonzeiten), Berlin (LFischO Anlage 1), Hessen (§ 1) und Rheinland-Pfalz (§ 20/2) darf dort der Fang auf Karauschen nicht ausgeübt werden.

## Künstlerische Reminiszenz
Eine gewisse theatergeschichtliche Berühmtheit erlangte die Karausche durch Witold Gombrowiczs bekanntestes Bühnenwerk. In Yvonne, die Burgunderprinzessin (1935) wird die Titelheldin durch ein absurdes „Attentat“ mithilfe einer grätenreichen Karauschenmahlzeit ermordet.